# Bél Mátyás
Bél Mátyás (szlovákul Matej Bel, latinosan: Matthias Belius)  Ocsova, 1684. március 24. – Pozsony, 1749. augusztus 29.) magyar–szlovák származású evangélikus lelkész, történelem- és földrajztudós, író, a 18. századi magyar tudomány kiemelkedő alakja, a korra jellemző polihisztor iskolának egyik legkiemelkedőbb képviselője. Nem sokkal halála után a Magnum decus Hungariae (Magyarország nagy ékessége) címet kapta. Fő műve a latin nyelvű Notitia Hungariae novae historico-geographica.

## Élete
Bél Mátyás apja idősebb Bél Mátyás, szlovák származású evangélikus vallású mészáros, anyja a veszprémi születésű, magyar származású Cseszneky Erzsébet volt. Losoncon, Alsósztregován, Besztercebányán kezdte tanulmányait, majd Pozsonyban az evangélikus líceumban végezte a „humaniórákat”. Különösen Besztercebányán voltak kiváló tanítói: Pilárik János és Burius János személyisége később meghatározónak bizonyult életpályájában. Iskolái közben elsősorban a magyar nyelv alaposabb elsajátítása céljából nevelői állást vállalt egy évre Veszprémben, majd Pápán a református főiskolán képezte tovább magát. A rozsnyói és besztercebányai evangélikus egyházközség pénzén 1704-ben a halléi egyetemre utazott, ahol 1707-ig teológiát, orvostudományt és állattudományt tanult. A halléi évek igen jelentősek voltak számára mind emberileg, mind tudományosan. Ekkor döbbent rá, hogy a magyar királyságról milyen keveset tudnak külföldön. Magyarországról nem volt megfelelő térkép, kézikönyv. Rövid németországi tanítás után 1708-ban hazatért Magyarországra.
1709-től 1713-ig Besztercebányán régi tanára, Pilarik János keze alatt tanított. Pilarik halála után ő lett a gimnázium rektora. Bél szimpatizált Rákóczival és a fejedelem biztosította vallási türelmet kihasználva szeretett volna komolyabb lépéseket tenni az oktatás terén. Amikor Sigbert Heister tábornok 1708 végén bevonult Besztercebányára emiatt kis híján kivégeztette mint Rákóczi-szimpatizánst.
A Németországban látott példa alapján átalakította a besztercebányai gimnáziumot. Munkájának és eredményeinek híre terjedt. Ennek tudható be, hogy 1714-ben a híres pozsonyi evangélikus líceum meghívta igazgatójává. Ettől kezdve haláláig Pozsonyban élt. 1719-ben megválasztották a pozsonyi evangélikus egyház első lelkészévé, s ezt a tisztet 30 esztendőn keresztül töltötte be. Pozsonyban Bél Mátyás háza kulturális központtá vált, kapcsolatai az udvarral, helytartótanáccsal jól alakultak, vallási ügyekben gyakran közbenjárt. Pozsonyban bevezette a pontos tantervet. A tanárok munkáját ellenőrizte, az oktatásról jegyzőkönyvet vezetett. Az általa oly fontosnak tartott földrajzi és történeti ismeretek mellett magas színvonalon folytatta a modern nyelvek oktatását. 1742-ben szélütés érte, majd rövidesen nyugalomba vonult.
A magyar tudományosság fájó hiányosságának tartotta, hogy nem volt a magyar nyelv eredetét, nyelvtanát tárgyaló komoly mű. 1713-ban kiadott Institutio ad symbola conferenda című írásában gyakorlatilag egy magyar nyelv- és irodalomtörténet tervezetét vázolta. A magyar nyelvet számos német folyóiratban ismertette, később német nyelvtant (Institutiones linguae Germanicae) írt a magyar nyelvűek számára. 1725-ben pedig a németek számára írta meg a magyar nyelvtant (Der Ungarische Sprachmeister, oder kurze Anweisung zu der edlen ungarischen Sprache, Pressburg). Latin nyelvtana 1717-ben Lőcsén, 1719-ben pedig Nürnbergben jelent meg. A szlovák nyelv iránti érdeklődését és a pietisták anyanyelvi kultúra fontosságát hirdető tételét bizonyítja, hogy segítette megjelenésben és előszót is írt Doleschall Pál (nyelvész) szlovák nyelvkönyvéhez.

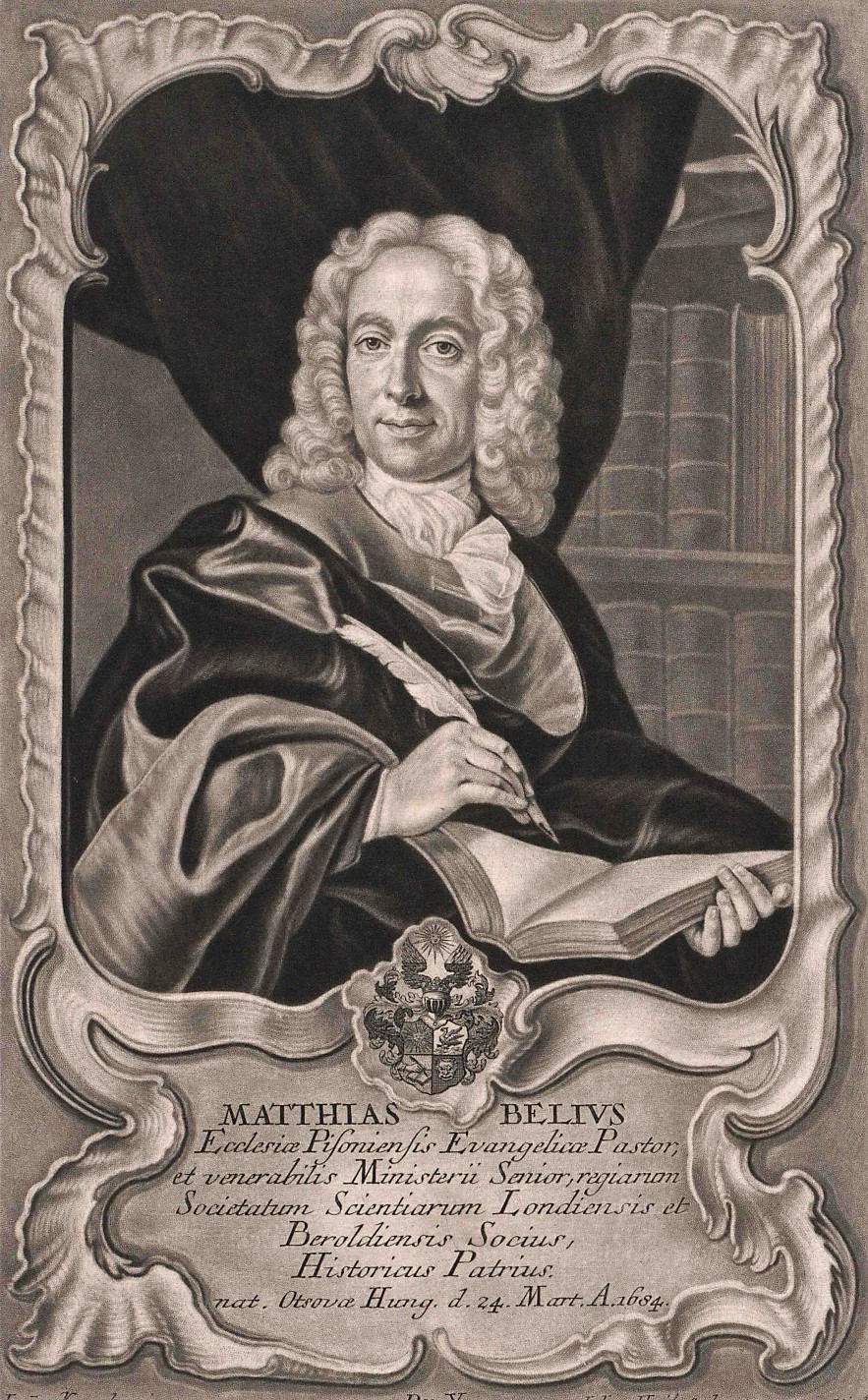
Johann Jakob Haid: Bél Mátyás, rézmetszet

Legfontosabb, máig ható tudományos jelentőségű munkája a Notitia Hungariae novae historico-geographica volt. A szöveg többszörös szűrőn ment át: a megyeleírásokat az érintett vármegyék megkapták és a pontatlanságokat kijavíthatták. Az általánosabb, történeti, államismereti, politikai fejezeteket pedig a helytartótanácsi cenzúra vizslatta. A cenzúra kihúzatta például a szövegből a vallást érintő mondatokat, és megbotránkozott a jobbágyság életének leírásán. Akadályoztatásaként még kémkedéssel is megvádolták. Ekkor Batthyány József kalocsai érsek pártfogásába vette, megnyerte számára Pálffy Miklós nádor támogatását is, aki a törvényhatóságokat Bél munkájának segítésére utasította. Majd két évtizedes adatgyűjtés és szövegezés után a mű kiadásához III. Károly magyar király anyagi támogatást nyújtott, és Bélt nemesi rangra is emelte. A szerző Straub Pál bécsi könyvkereskedővel megállapodott a könyv Amszterdamban történő gondos nyomásáról és forgalomba hozásáról. 1735 és 1742 között, Bél haláláig művének kb. harmada jelent meg nyomtatásban, négy kötetben, összesen 2693 oldal. Nagyobb része, mintegy tízezer oldal kéziratban maradt, amit az örökösöktől Batthyány érsek megvásárolt, de hazaszállítása során egy része a Dunába esve tönkrement. A megmaradt részeket az esztergomi káptalan és a budapesti Országos Széchényi Könyvtár őrzi.
Bél Mátyás a legtipikusabban hungarus-író volt: munkásságával az országot igyekezett szolgálni, részrehajlás nélkül. Az ország három, akkori legjelentősebb népcsoportjának (magyar, német és szlovák) nyelvét jól beszélte, mindhármat egyenlőnek tartotta, a nyelvi tarkaságot dicsőségnek tekintette, s alkalmi verseiben és egyházi műveiben használta is őket. Tudományos könyveit kizárólag a közös latin nyelven írta. Saját identitását úgy fogalmazta meg latinul, hogy „lingua Slavus, natione Hungarus, eruditione Germanus”, ami azt jelenti, hogy tót (szlovák) anyanyelvű, magyar nemzetű és német műveltségű. Munkássága egyaránt része és értékes öröksége a magyar, a szlovák és a magyarországi német nyelvű irodalomnak.

1710. január 8-án feleségül vette Hermann Zsuzsannát. Nyolc gyermekük született. Legidősebb fiuk, Bél Károly András a szász választófejedelem tanácsosa és lipcsei egyetemi tanár lett. Bél Mátyás Gottfried és Bél János Theophil is nagy műveltségre tettek szert. Bél Mátyás Gottfried két művet írt: Institutio puerilis (Posonii, 1740 – 15 éves korában) és Dissertatio epistolica de litterarum apud Hungaros praetio (Vindobonae, 1743)

## Munkássága

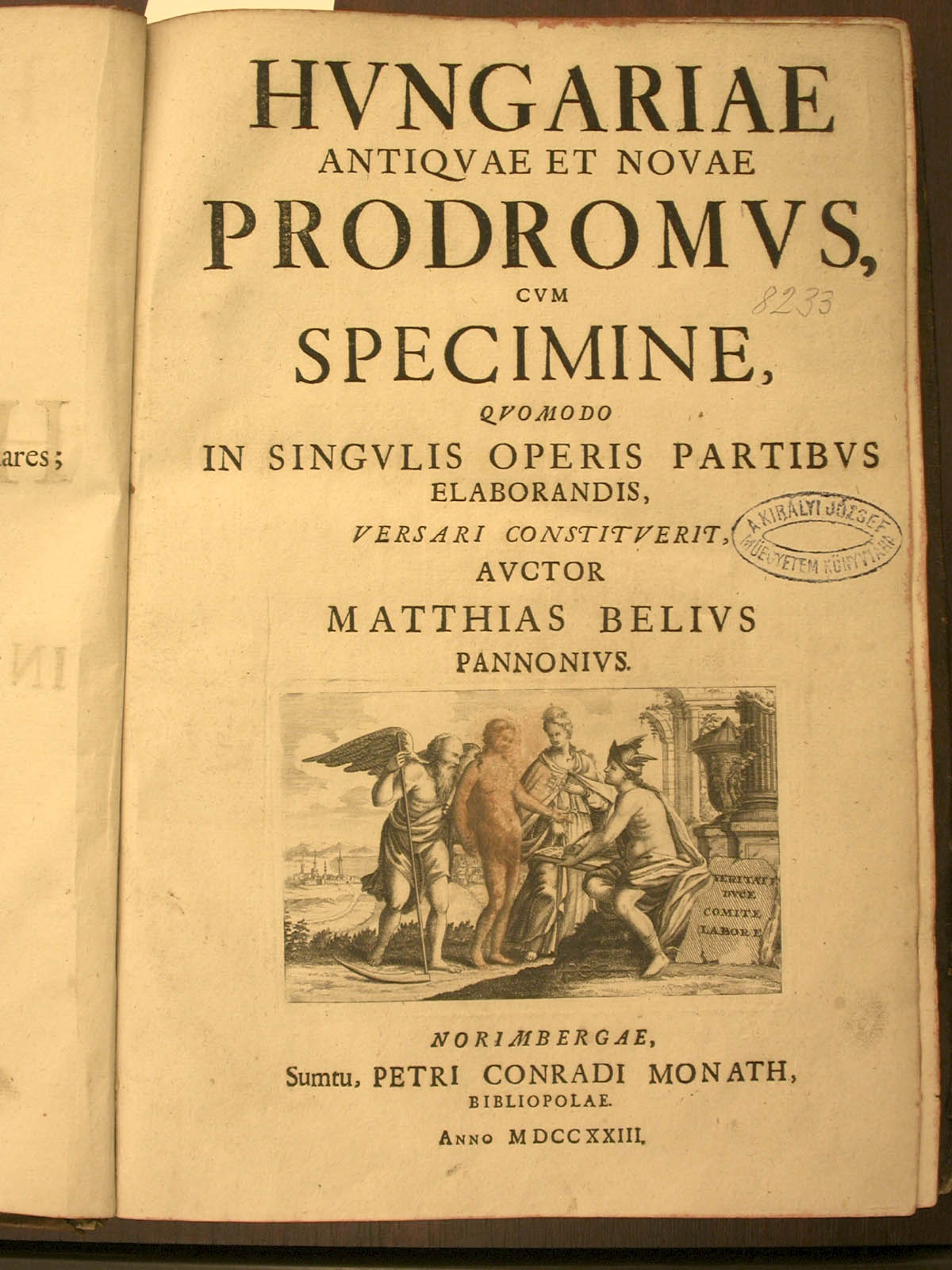
A Hungariae Antiquae et Novae Prodromus első oldala

- Korának kiemelkedő, sokoldalú tudósaként foglalkozott nyelvészettel, történelemmel, földrajzzal és mezőgazdasággal.
- Leghíresebb, ma is forrásértékű munkája az öt kötetben megjelent Notitia Hungariae novae historico-geographica, vagyis Az új Magyarország történeti-földrajzi ismertetése (Bécs, 1735, 1736, 1737, 1742, 1749?). A mű tíz vármegye (Pozsony, Turóc, Zólyom, Liptó, Pest-Pilis-Solt, Nógrád, Bars, Nyitra, Hont, Moson) leírását tartalmazza Mikoviny Sámuel térképeivel.
- Mint filológus ugyancsak úttörő munkát végzett. De vetere litteratura Hunno-Scythica exertitatio című munkájában elsőként foglalkozott – tudományos felkészültséggel és alapossággal – a magyar rovásírás tanulmányozásával.
- A magyar nyelv történetéről szóló, 1713-ban megjelent munkájában a magyar nyelv szülőanyjának nevezte a héber nyelvet, de emellett nyelvészeti munkásságában jól megfér a magyarság hun, szkíta származása.[10]
- Nevéhez fűződik az első, 1721-ben megjelenő magyarországi hírlap, a Nova Posoniensia című latin nyelvű újság szerkesztése.
- Már száz évvel Széchenyi István felajánlása előtt felvetette egy tudós társaság alapításának gondolatát.

## Művei
- Matthiaie Belii: De Vetere Litteratura Hunno-Scythica Exarcitatio
- Notitia Hungariae novae historico geographica, Bécs, 1735
- Kurze und zuverlässige Nachricht von dem Zustande der Protestantischen Kirche in dem Königreich Ungarn besonders von den gegenwärtigen gefährlichen Umständen derselben, 1743
- Compendiolum regnorum Slavoniae, Croatiae, Dalmatiae, Galliciae, et Lodomeriae, Magnique Principatus Transilvaniae Geographicum : supplementis et notis brevibus illustratum, Pozsony, Kassa, 1762

## A rovásírásról szóló első nyomtatott könyv
Ő készítette az első nyomtatott könyvet, ami a székely–magyar rovásírásról szól. Elérhető a Google Bookson is:   A mű 2021-ben magyarul is megjelent, Tóth Gergely fordításában, a "Székely írás emlékei" című nagyszabású forráskiadványban.

## Műveinek újabb kiadásai (válogatás)
- Magyarország népének élete 1730 táján (szerkesztette: Wellmann Imre, Bp., 1984)
- Hungáriából Magyarország felé (szerkesztette: Tarnai Andor, Bp., 1984)
- Buda visszavívásáról (fordította: Déri Balázs, Bp., 1985)
- Csongrád és Csanád vármegye leírása A Móra Ferenc Múzeum Évkönyve, 1980–1981/2
- Moson vármegye, 1985
- Gömör vármegye leírása, 1992
- Békés vármegye leírása, 1993
- Pest-Pilis-Solt vármegye. In: Bács-Kiskun megye múltjából VI. Budapest, 1982
- Pest megyéről (fordította: Szabó Béla, Szentendre, 1977)
- Pest város leírása (1737), Bp., 1985 (Fejezetek Budapest múltjából 1.)
- Buda város leírása. I. A kezdetektől Mohácsig. Bp., 1987 (Fejezetek Budapest múltjából 1.)
- Buda város leírása. II. A török Buda. Bp., 1990 (Fejezetek Budapest múltjából; 3.)
- Buda város leírása. III. Buda visszavívása. Bp., 1993 (Fejezetek Budapest múltjából; 3a.)
- Veszprém vármegye leírása (Ford. Takáts Endre) Veszprém, 1989
- Bél Mátyás levelezése; sajtó alá rend., bev., jegyz. Szelestei N. László, a Haynóczi Dánielnek címzett levelek sajtó alá rend. Grüll Tibor; Balassi, Bp., 1993 (Magyarországi tudósok levelezése)
- Heves megye ismertetése 1730–1735. (Szerkesztő: Bán Péter. Fordította: Kondorné Látkóczki Erzsébet.) Eger, 2001
- Sopron vármegye leírása – Descriptio Comitatus Semproniensis. I, II, III. (ford. Földváry Miklós, Déri Balázs, Tóth Gergely) Kétnyelvű. Sopron, 2001–2006
- Árva és Trencsén vármegyék leírása (Notitia Hungariae novae descriptio historico-geographica … Comitatuum ineditorum Tomus primus. Ed. Gergely Tóth. Bp. MTA Bölcsészettudományi Központ, Magyar Országos Levéltár, 2011)
- Sopron, Vas, Veszprém, és Zala vármegyék leírása (Notitia Hungariae novae descriptio historico-geographica … Comitatuum ineditorum Tomus secundus. Ed. Gergely Tóth. Bp. MTA Bölcsészettudományi Központ, Magyar Országos Levéltár, 2012)
- Győr, Komárom, Esztergom vármegye leírása (Notitia Hungariae novae descriptio historico-geographica … Comitatuum ineditorum Tomus Tertius. Ed. Gergely Tóth. Bp. MTA Bölcsészettudományi Központ, 2016)
- Fejér, Tolna, Sümeg, Baranya vármegye leírása (Notitia Hungariae novae descriptio historico-geographica … Comitatuum ineditorum Tomus Quartus. Ed. Gergely Tóth. Bp. MTA Bölcsészettudományi Központ, 2017)
- Sáros, Zemplén, Ung és Bereg vármegyék leírása. (Notitia Hungariae novae descriptio historico-geographica … Comitatuum ineditorum Tomus quintus. Ed. Gergely Tóth. Bp. MTA Bölcsészettudományi Központ, 2018)
- Abaúj, Gömör, Torna és Borsod vármegyék leírása. (Notitia Hungariae novae descriptio historico-geographica … Comitatuum ineditorum Tomus sextus. Ed. Gergely Tóth. Bp. Bölcsészettudományi Központ, 2020)
- Dolgozat a hun-szkíta írásról. Ford., jegyz. Tóth Gergely. In: Benkő Elek, Sándor Klára, Vásáry István: A székely írás emlékei = Corpus Monumentorum Alphabeto Siculico Exaratorum. Budapest, Bölcsészettudományi Kutatóközpont, 2021. 674-729.

## Kéziratos hagyatékának, kéziratban maradt műveinek katalógusai
- Szelestei N. László: Bél Mátyás kéziratos hagyatékának katalógusa. Bp., 1984
- Tóth Gergely: Bél Mátyás kéziratai a pozsonyi evangélikus líceum könyvtárában (Katalógus) – Catalogus manuscriptorum Matthiae Bél, quae in bibliotheca Lycei Evangelici Posoniensis asservantur. Nemzeti Téka, Budapest, 2006

## Emlékezete

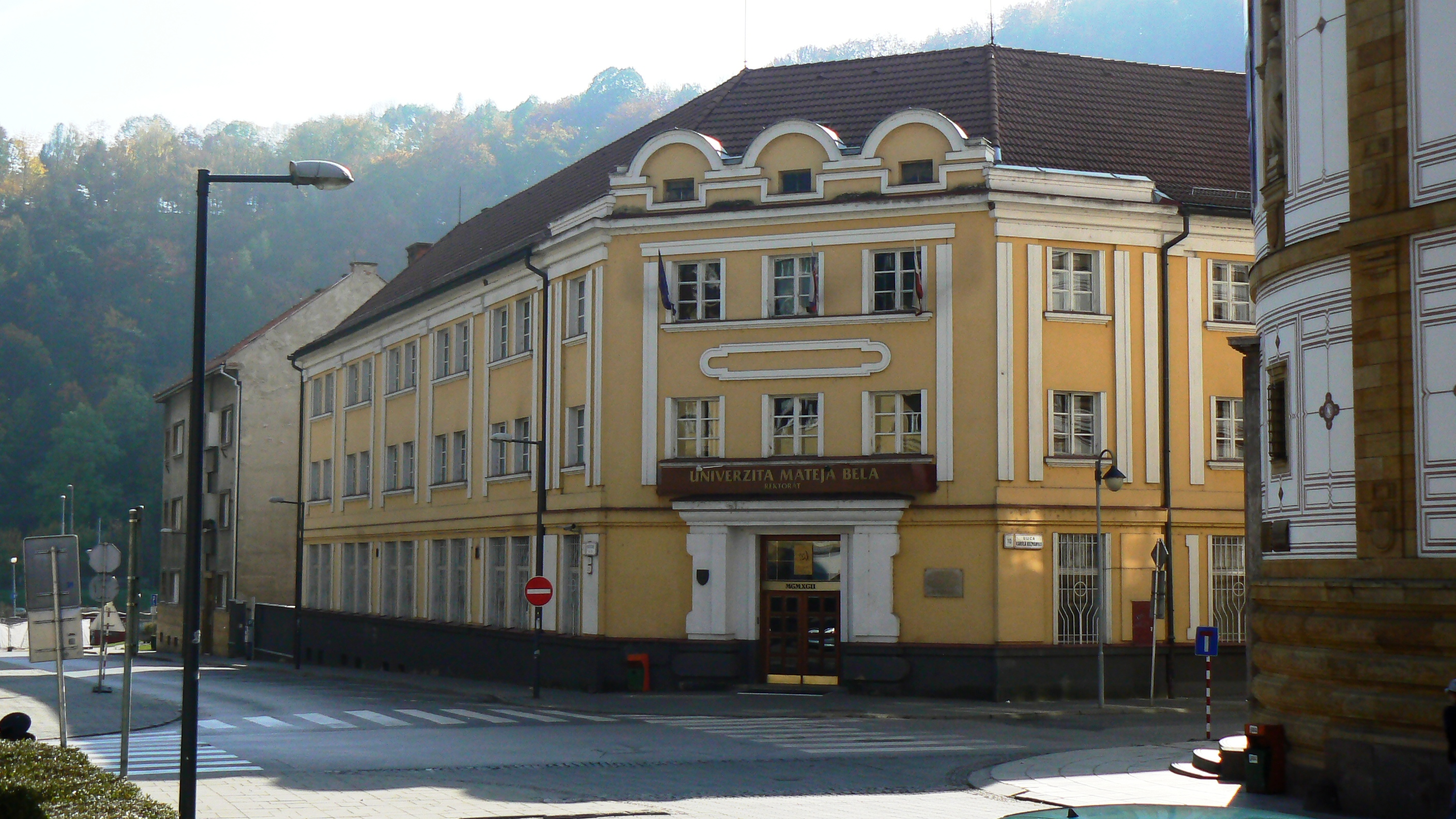
A besztercebányai Bél Mátyás Egyetem rektorátusának épülete

- Besztercebánya egyeteme az ő nevét viseli
- Ocsován Bél Mátyás emlékszobája és szobra látható
- Utcát neveztek el róla Budapest XVII. kerületében és a balatonarácsi Péter-hegyen.
- Komáromban az Európa-udvarban szobra áll
- Sírja nem maradt fenn; eltűnt a megszüntetett temetővel együtt Pozsony városában, helyén lakótelepet építettek[1]